# الیسون مان
اَلیسون مان (انگلیسی: Allison Munn؛ زادهٔ ۷ اکتبر ۱۹۷۴) یک هنرپیشه اهل ایالات متحده آمریکا است. وی از سال ۱۹۹۹ میلادی تاکنون مشغول فعالیت بوده‌است.

## گزیدهٔ آثار

### سینما
- اولئاندر سفید (۲۰۰۲)
- الیزابت‌تاون (۲۰۰۵)

### تلویزیون
- فیلادلفیا همیشه آفتابی است (۲۰۱۵)
- این رفتارت را دوست دارم (۲۰۰۶–۲۰۰۳)
- افسون‌شده (۲۰۰۳)
- قانون و نظم: واحد قربانیان ویژه (۲۰۰۰)